# Рівняння Фрідмана
Рівняння Фрідмана - диференційні рівняння, що описують еволюцію Всесвіту в моделі, запропонованій у 1922 році Олександром Фрідманом. Рівняння Фрідмана лежать в основі сучасної фізичної космології.
Рівняння Фрідмана виводяться з рівнянь Ейнштейна для однорідно заповненого речовиною ізотропного Всесвіту, для якого справедлива метрика Фрідмана-Леметра-Робертсона-Вокера. Така модель опирається на космологічний принцип. Припущення однорідності справедливе для реального Всесвіту починаючи з масштабу в 100 Мпк - на меньшому масштабі Всесвіт стає неоднорідним, розпадається на окремі галактики.
Для такої моделі рівняння Фрідмана записуються у формі:
{\displaystyle H^{2}=\left({\frac {\dot {a}}{a}}\right)^{2}={\frac {8\pi G}{3}}\rho -{\frac {kc^{2}}{a^{2}}}+{\frac {\Lambda c^{2}}{3}}}
{\displaystyle {\dot {H}}+H^{2}={\frac {\ddot {a}}{a}}=-{\frac {4\pi G}{3}}\left(\rho +{\frac {3p}{c^{2}}}\right)+{\frac {\Lambda c^{2}}{3}}}
де H - параметр Хаббла, a - космологічний масштабний фактор, G - гравітаційна стала, {\displaystyle \Lambda } - космологічна стала, {\displaystyle \rho } - густина речовини, p - тиск, c - швидкість світла, k = 1, 0, -1, для замкненого, евклідового та відкритого Всесвіту, відповідно. В цих рівняннях від часу залежать масштабний фактор a, густина речовини {\displaystyle \rho } та тиск p, а також параметр Хаббла {\displaystyle H}. 
Для того, щоб ці рівняння можна було розв'язувати, їх необхідно доповнити рівняннями стану, які б задавали зв'язок між густиною речовини та тиском.

## Параметр густини

Приблизна оцінка відносного розподілу компонентів густини енергії у Всесвіті. Темна енергія є домінантною енергетичною компонентою (74%), а темна матерія (22%) складає більшість маси. Лише 4% загальної маси припадає на баріонну матерію.